# ZOO PALAST
『ZOO PALAST』（ズー・パラスト）は、ZOOの6作目のオリジナル・アルバム。1994年12月7日にFOR LIFEから発売。

## 概要
前作『Can I Dance?』から1年ぶりのオリジナル・アルバム。前作に続き小野沢篤が大半の楽曲の編曲を担っている。吉田拓郎のカバーを初収録。先行シングル「Angelic Dream」C/W「エメラルド」のフル・レングス・バージョンを収録。ZOOの最後のオリジナル・アルバムとなった作品。

## チャート成績
オリコンチャートTOP40入り。

## タイアップ
「Angelic Dream」
- テレビ朝日「華麗にAh!So」OPテーマ
- JR東日本「JR ski ski」キャンペーンソング

## 収録曲
特記以外　全編曲:小野沢篤
1. Dance Scene（5：33）[3]
  - 作詞:伊東真由美
  - 作曲:上田知華
2. Carnival（4：06）[3]
  - 作詞:伊東真由美
  - 作曲:MOONLIGHT CAFE
  - のちに11thシングルのc/wとしてシングルカット
3. Angelic Dream（Full Length Version）（5：07）[3]
  - 作詞:佐藤ありす
  - 作曲:上田知華
  - 10thシングルのアルバム・バージョン
  - JR東日本「JR Ski Ski」（1994年 - 1995年）のCMソング
4. 今日までそして明日から（included：人間なんて）（4：01）[3]
  - 作詞・作曲:吉田拓郎
5. エメラルド（Full Length Version）（5：58）[3]
  - 作詞:伊東真由美
  - 作曲:MOONLIGHT CAFE
  - ボーカル:SAE
  - 10thシングルc/wのアルバム・バージョン
6. MELLOW KISS（5：05）[3]
  - 作詞:斉藤久美
  - 作曲:大滝裕子
7. Adam（4：41）[3]
  - 作詞:伊東真由美
  - 作曲:Dick Lee
  - ボーカル:SAE
  - のちに11thシングルとしてシングルカット
8. RED ZONE（3：51）[3]
  - 作詞:伊東真由美
  - 作曲:羽田一郎
  - ボーカル:SAE
9. HERE WE GOO（5：26）[3]
  - 作詞:Crazy A
  - 作曲:瀬谷章
  - 編曲:倉科陽子
  - ボーカル:TACO・LUKE・MARK・NAOYA・HIRO・CAP
10. Angelic Dream（Acoustic Mix）（6：07）[3]
  - 作詞:佐藤ありす
  - 作曲:上田知華
  - 編曲:小野沢篤・深須利雄・谷口陽
11. 眠らない夜（Worldwide Mix）（10：56）[3]
  - 作詞:伊東真由美
  - 作曲:小野沢篤
  - 編曲:小野沢篤・深須利雄・谷口陽
  - 9thシングルc/wのアルバム・バージョン